# Juan Mateu
Joan Mateu Ribé (Pla de Santa María, 19 de octubre de 1907-Reus, 26 de febrero de 1983) fue un ciclista español que corrió entre 1927 y 1932. Durante su carrera deportiva no consiguió ninguna victoria de importancia pero si que obtuvo posiciones importantes en diferentes pruebas como la Vuelta en Cataluña o la Vuelta a Levante. El 1930 participó en el Tour de Francia, y acabó en 34.ª posición, además de 5 horas del vencedor final, el francés André Leducq.

## Palmarés
- 1927
  - 5º en la Volta a Cataluña
- 1928
  - 3º a la Vuelta en Asturias
- 1929
  - 3º a la Vuelta a Levante
  - 4º en la Volta a Cataluña
- 1930
  - 3º a la Vuelta a Levante
  - 4º en la Volta a Cataluña

## Resultados al Tour de Francia
- 1930. 34º de la clasificación general